# 锦屏文笔塔
锦屏文笔塔位于云南省文山州丘北县锦屏镇青龙山顶，建于清咸丰三年（1853年），是一座七级方形密檐式空心石塔，通高22米。基座为方形须弥座；第一级边宽5米，西面开券门，可进入塔内，门高1.85米、宽0.7米，东面镶嵌《文笔塔碑记》；第四级四面设窗洞；第七级阴刻楷书“文光普照”四字；塔刹为宝瓶状。1985年5月1日公布为第一批文山州文物保护单位。2012年1月7日公布为第七批云南省文物保护单位。